# Clouds (filme)
Clouds é um filme de drama musical americano dirigido e produzido por Justin Baldoni e escrito por Kara Holden a partir de uma história de Holden, Patrick Kopka e Casey La Scala. É baseado no livro de memórias Fly a Little Higher: How God Answered a Mom's Small Prayer in a Big Way de Laura Sobiech. O filme é estrelado por Fin Argus, Sabrina Carpenter, Madison Iseman, Neve Campbell, Tom Everett Scott e Lil Rel Howery.
O filme foi lançado no Disney+ em 16 de outubro de 2020.

## Elenco
- Fin Argus como Zach Sobiech
- Sabrina Carpenter como Sammy Brown
- Madison Iseman como Amy Adamle
- Neve Campbell como Laura Sobiech
- Tom Everett Scott como Rob Sobiech
- Lil Rel Howery como Sr. Weaver

## Produção
Em fevereiro de 2016, foi anunciado que a Warner Bros. havia adquirido os direitos do livro de memórias Fly a Little Higher: How God Answered a Mom's Small Prayer in a Big Way de Laura Sobiech, com Justin Baldoni pronto para dirigir o filme. Em setembro de 2019, Fin Argus e Madison Iseman se juntaram ao elenco do filme. Em outubro de 2019, Neve Campbell, Tom Everett Scott e Lil Rel Howery se juntaram ao elenco do filme.

### Filmagens
As filmagens começaram em 16 de outubro de 2019. A maior parte foi filmada em Baie-D'Urfé, Quebec, Canadá e em Sainte-Anne-de-Bellevue, Quebec, Canadá. Parte dele foi filmado na Heritage Regional High School. As filmagens terminaram em 27 de novembro de 2019.

## Lançamento
Em 14 de maio de 2020, foi anunciado que o Disney+ havia adquirido os direitos de distribuição do filme da Warner Bros. Clouds está programado para ser lançado em 16 de outubro de 2020.

## Recepção
No site agregador de críticas Rotten Tomatoes, o filme tem uma taxa de aprovação de 76% com base em 25 críticas, com uma classificação média de 6,6/10. O Metacritic atribuiu ao filme uma pontuação média ponderada de 55 em 100, com base em sete críticos, indicando “críticas mistas ou médias”.